# Seigneurie de Kamouraska
Pour les articles homonymes, voir Kamouraska.
La seigneurie de Kamouraska est une seigneurie de la Nouvelle-France qui fut concédée le 15 juillet 1674 à Olivier Morel, sieur de La Durantaye par Louis de Buade, comte de Frontenac. Ce territoire est actuellement situé dans la de municipalité de Kamouraska dans la région du Bas-Saint-Laurent au Québec.

## Concession de la seigneurie
La création de la seigneurie remonte au 15 juillet 1674 lorsque Louis de Buade de Frontenac, gouverneur de la Nouvelle-France, concède à Olivier Morel de La Durantaye un terrain situé de part et d'autre de la rivière Kamouraska sur la rive sud du fleuve Saint-Laurent.
L'acte de concession se lit comme suit : « au sieur de la Durantaye de trois lieues de terre de front le long du fleuve Saint-Laurent, à savoir deux lieues au-dessus de la rivière appelée Kamouraska et une lieue au-dessous, avec deux lieues de profondeur dans lesdites terres, laquelle concession comprenant en outre les îlets étant au-devant desdites trois lieues, afin d'en jouir à titre de fief et seigneurie ».
Après avoir vainement tenté d'y pratiquer la pêche, de la Durantaye revend la seigneurie à Charles Aubert de La Chesnaye le 5 novembre 1680.  

## Les seigneurs successifs
Le régime seigneurial a été aboli en 1854;  cependant, les cens et rentes ont été perçues jusqu'à l'entrée en vigueur de La loi abolissant définitivement les rentes seigneuriales en 1940. 
| Date              | Événement | Concessionnaire ou notaire         |
| 15 juillet 1674   | Concession de la seigneurie à Olivier Morel, sieur de la Durantaye | Louis de Buade, comte de Frontenac |
| 5 novembre 1680   | Vente de la seigneurie à Charles Aubert de La Chesnaye. | Pierre Duquet                      |
| 18 octobre 1700   | Vente de la seigneurie à Louis Aubert de Forillon, fils de Charles Aubert de La Chesnaye | Louis Chambalon                    |
| 20 juillet 1713   | Don de la seigneurie à Henry Hiché en cadeau de mariage, avec pour promesse d'épouser Marguerite Legardeur, nièce de Louis-Aubert de Forillon et son épouse. | Louis Chambalon                    |
| 15 septembre 1723 | Vente de la seigneurie à Louis-Joseph Morel, fils d'Olivier Morel | Florent de la Cetière              |
| Juin 1756         | Au décès de Louis-Joseph Morel, la seigneurie est partagée entre ses héritiers. |                                    |
| 1757-1758         | Vente des parts de la seigneurie par les héritiers de Louis-Joseph Morel à Jean-Baptiste Decharnay, notaire à Québec. |                                    |
| 6 avril 1760      | Au décès de Jean-Baptiste Decharnay, la seigneurie passe aux mains de sa veuve et à ses filles. |                                    |
| 4 mai 1781        | À cette date, la seigneurie est ainsi partagée : Marie-Louise Quercy Decharnay, veuve Jean-Baptiste Descharnay (1/2), mademoiselle Decharnay de Verville (1/4) qui décèdera peu après, Marie-Louise Descharnay (1/4), épouse de Jean-Baptiste Magnan, grand voyer. |                                    |
| Novembre 1782     | Décès de Jean-Baptiste Magnan. |                                    |
| 26 septembre 1785 | Deuxième mariage de Marie-Louise Decharnay avec Pascal-Jacques Taché. |                                    |
| 22 janvier 1790   | Pascal-Jacques Taché acquiert, en commun avec son épouse la partie de la seigneurie (1/2) détenue par la veuve de Jean-Baptiste Decharnay, sa belle-mère. |                                    |
| 24 février 1806   | Pascal Taché, fils de Pascal-Jacques, acquiert la part de sa mère Marie-Louise Decharnay (1/2) |                                    |
| 5 juin 1830       | Pascal Taché, fils de Pascal-Jacques, obtient la part de son père (1/2) et devient propriétaire de toute la seigneurie au décès de ce dernier. |                                    |
| 4 janvier 1833    | Louis-Pascal-Achille Taché et Jacques-Venceslas Taché (héritée de leur père Pascal) |                                    |
| 31 janvier 1839   | Ivanhoé et Lucien Taché (1/2 héritée de leur père assassiné Achille Taché |                                    |
| 11 juillet 1863   | Ivanhoé Taché | Henri Gagnon                       |
| 15 mai 1874       | Vente des cens et rentes à Louis-Philippe Chaloult, père de René Chaloult | Polydore Langlais                  |